# Enrica Bordignon
Enrica Bordignon (* 5. April 1975 in Italien) ist eine italienische Chemikerin und seit 2016 Professorin für Elektronenspinresonanzspektroskopie an der Ruhr-Universität Bochum.

## Leben
Enrica Bordignon begann ihr Chemiestudium 1995 an der Universität Padua, das sie 1999 mit einem Master abschloss. In den folgenden Jahren bis 2003 promovierte sie an der gleichen Universität im Arbeitskreis von Donatella Carbonera zu Magnetresonanz, Photosynthese und Antennenkomplexen. Im Anschluss ging sie bis 2008 für einen Postdoc-Aufenthalt in den Arbeitskreis von Heinz-Jürgen Steinhoff an die Universität Osnabrück. Ein weiterer Postdoc-Aufenthalt folgte bis 2012 an die ETH Zürich zu Gunnar Jeschke. Nach einem weiteren Jahr als Oberassistent im selben Arbeitskreis ging sie 2013 für eine W2-Professur an die Freie Universität Berlin. Diese verließ sie 2016 um einen Ruf an die Ruhr-Universität in Bochum zu folgen.
Enrica Bordignon ist verheiratet und Mutter eines Sohnes.

## Forschungsgebiete
Schwerpunkte der Forschung von Enrica Bordignon sind elektronensprinresonanzspektroskopische Studien, hauptsächlich von Naturstoffen in ihrer natürlichen Umgebung. Der Arbeitskreis arbeitet im Exzellenzcluster RESOLV.

## Veröffentlichungen und Auszeichnungen (Auswahl)
Enrica Bordignon ist Mitautorin von über 80 wissenschaftlichen Publikationen. Außerdem wurde sie mehrfach ausgezeichnet:
- 2011 – Young Investigator Award der International EPR Society[2]
- 2016 – Ampere Prize for Young Investigators des Groupement Ampere[3]